# Трифон Балкански
Трифон Рангелов Трифонов (Балкански) е български партизанин, военен деец и офицер, генерал-лейтенант.

## Биография
Трифон Балкански е роден на 27 март 1920 г. в село Спанчевци, Берковско. Член на РМС от 1938 г., а на БРП (к) от 1942 г. Член на ЮКП.
Завършва прогимназия. От 1 юли 1934 до 8 ноември 1936 г. е ратай в родното си село и берковското село Сордор. Между 8 ноември 1936 и 15 ноември 1940 г. е общ работник в кафене и сладкарница в София. След това до 1940 г. е керамичен работник. Член е на районен комитет на РМС и секретар на секторен ремсов комитет. Работи отново в родното си село. През 1941 г. изкарва наборна служба в трети пехотен бдински полк във Видин. Тогава завършва кандидат-подофицерска школа. През есента на 1941 г. се създава ремсова организация в полка, на която е член. Участва в партизанското движение по време на Втората световна война. Като войник от Трети пехотен бдински полк, дислоциран в Поморавие, дезертира и се присъединява към Топличкия партизански отряд на ЮНОА на 29 май 1942 година. Там става партиен секретар след известно време. През юли и август 1942 г. е заместник-политически комисар и ръководител на самостоятелната „Пасячка“ партизанска група. От септември 1942 г. е политически комисар на отделение в района на планината Велики Ястребец. Назначен е да поддържа връзка с българските войници от гарнизоните в Крушевац, Прокупле, Нлаце и други. От януари 1943 г. е заместник-командир на Църнотравския партизански отряд, но поради липса на командири е назначен за временен командир на отряда до 25 април 1943 г. По заповед на Светозар Вукманович е изпратен на 29 април 1943 г. за заместник-командир на трета оперативна зона на НОВ и ПОМ. При пристигането му ръководството на Зоната се е сформирало и той става военен инструктор. Временно е политкомисар на Зоната (от юли 1943) и на втора македонска ударна бригада (20 декември 1943-март 1944). Участва в създаването на Войнишкия партизански батальон „Христо Ботев“ и е негов политически комисар до 18 март 1944 г., когато се влива в Трънския партизански отряд.
При сливането на войнишкия батальон в Трънския партизански отряд на НОВА е и негов политически комисар. Участва в битката при Батулия в състава на Втора софийска народоосвободителна бригада, на която е политически комисар. На 9 септември 1944 г. участва заедно с партизански отряд „Христо Михайлов“ в установяването на властта на БКП в Монтанско.
Участва във войната срещу Германия като помощник-командир на 2-ра Конна бригада (1 октомври 1944). Награждаван е с орден „За храброст“, IV степен, втори клас и югославския орден „Партизанска звезда“. Завършва краткосрочен курс във Военното училище (1 октомври 1945 – 1 август 1946). Изкарва стаж в гвардейската конна дивизия (1 август – 30 септември 1946). В периода 30 септември 1946 – 15 юли 1947 г. е комендант на Министерството на народната отбрана. От 15 юли 1947 до 15 февруари 1948 г. е началник на специално отделение в първа пехотна софийска дивизия. След това до 1 януари 1949 г. е началник на специално отделение в първа армия. Завършва пълния курс на военната академия „Фрунзе“ в СССР (1 януари 1949 – 3 декември 1952). Между 3 декември 1951 и 5 ноември 1953 г. е преподавател във Военната академия и заместник-началник на катедра „Обща тактика“. От 5 ноември 1953 г. е началник на катедра „Щабна служба“. до януари 1955 г. Между януари 1955 и февруари 1956 г. е заместник-командир по строевата част на седма мотострелкова дивизия.
В периода 1955 – 1962 г. е командир на осемнадесета мотострелкова дивизия. От 1948 г. е полковник, а от 19 септември 1959 е генерал-майор. Достига до военно звание генерал-лейтенант през 1965.
Бил е секретар на партийната комисия при Министерството на народната отбрана. Член е на бюрото на ЦК на борците против фашизма и капитализма. Първи заместник-завеждащ отдел „Военен“ на ЦК на БКП (1965 – 1989). Член на ЦК на БКП (1971 – 1986). От 1989 г. до своето пенсиониране е председател на Централния съвет на Организацията за съдействието на отбраната. Награждаван е с орден „Георги Димитров“ и почетното звание „Герой на социалистическия труд“ (Указ № 539 на Държавния съвет). През 1970 г. е награден с орден „Народна република България“, I ст. На 27 март 1980 г. е награден от началника на Строителни войски с медал „За заслуги към Строителните войски“.
Автор на мемоарната книга „Нашите партизански пътища. Спомени“, С., 1985.